# Anschütz GmbH
Die Anschütz GmbH ist ein Kieler Hersteller von Navigationsinstrumenten und Überwachungs- und Kontrollsystemen für Handels- und Kriegsschiffe. Das Unternehmen wurde 1905 von  Hermann Anschütz-Kaempfe als Anschütz & Co. gegründet um den von ihm entwickelten Kreiselkompass zu kommerzialisieren. Von 1995 bis 2023 war die Gesellschaft Tochter des US-amerikanischen Rüstungskonzerns Raytheon und firmierte als Raytheon Anschütz GmbH.

## Geschichte
Zu Beginn des 20. Jahrhunderts waren Kursinstrumente für die Schifffahrt unzureichend genau, insbesondere in der Nähe der Pole kam es zu falschen Anzeigen. Hermann Anschütz-Kaempfe entwickelte im Anschluss an eine Expedition zum Nordpol einen neuen, zuverlässigeren Kompass. Er konzentrierte sich dabei auf die Kreiseltechnik und präsentierte im Jahr 1904 den ersten bordbrauchbaren Kreiselkompass.
1905 wurden das Unternehmen Anschütz & Co. in Kiel gegründet und die Massenproduktion von Kreiselkompassen aufgenommen. Später fanden etliche weitere Navigations- und Steuersysteme ihre Wurzeln bei Anschütz in Kiel; beispielsweise der erste Kartenplotter, ein Vorgänger heutiger elektronischer Seekarten, oder der erste Autopilot für Schiffe, der sogenannte eiserne Steuermann.

### Im Nationalsozialismus

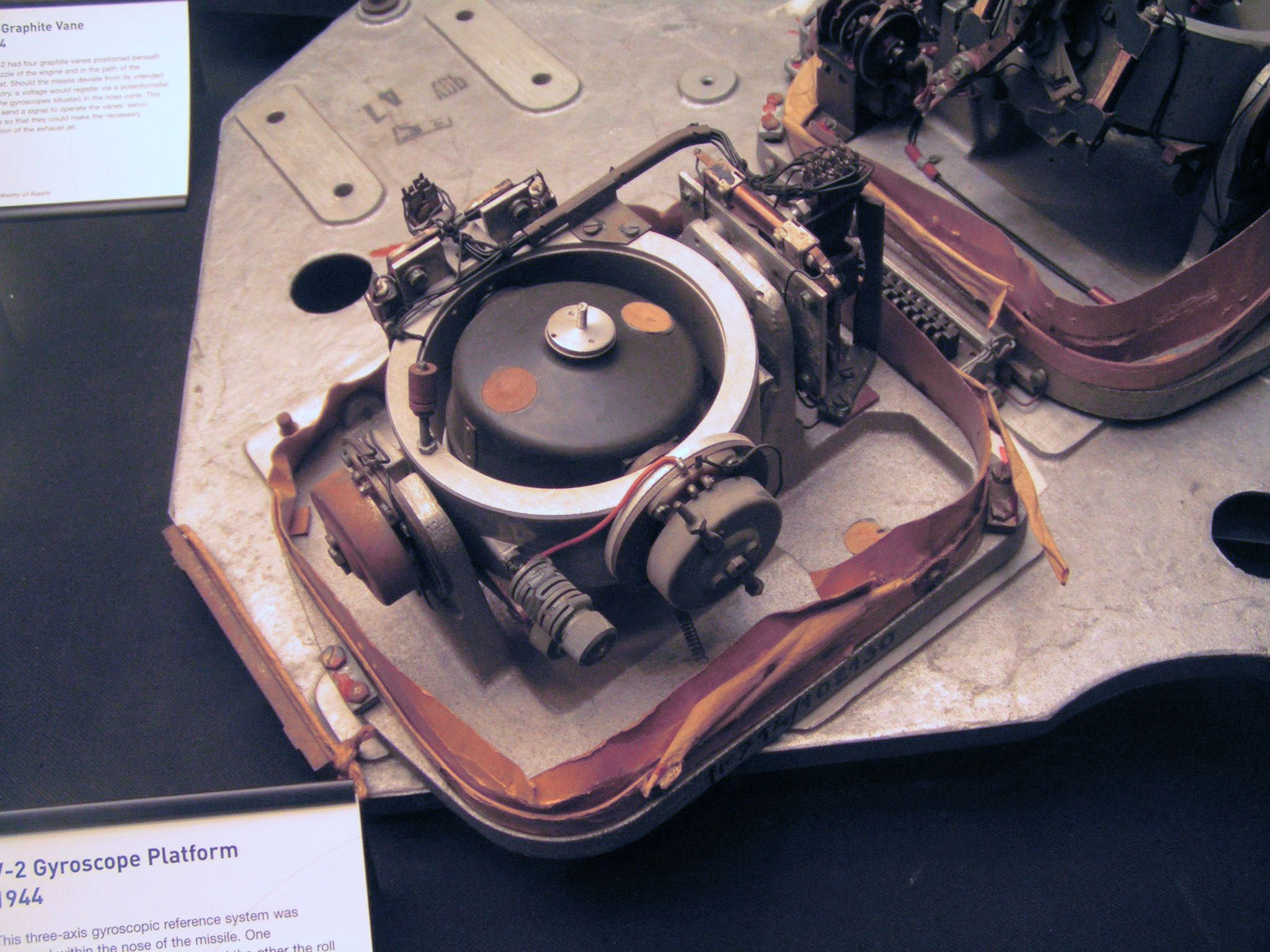
Kreiselkompass der V2-Steuerung

Durch die Aufrüstung im Nationalsozialismus ergaben sich für Anschütz rasant wachsende Absatzchancen und das Unternehmen wuchs von 150 Beschäftigten 1931 auf 250 im Jahr 1936 und 2.000 Mitarbeiter im Zweiten Weltkrieg. Insbesondere die Luftfahrt war auf die Navigationstechnologie von Anschütz angewiesen. Dieser Geschäftszweig wurde ab 1941 durch die Feinmechanischen Werkstätten G. m. b. H. (FWN), eine Tochterfirma, bedient, die unter anderem Steuergeräte für die Vergeltungswaffe 2 (V2) herstellte.

#### Zwangsarbeit
Bereits im FWN-Werk in Neumühlen-Dietrichsdorf griff Anschütz auf Zwangsarbeit zurück. Etwa 400 Zwangsarbeiter und Kriegsgefangene wurden hier eingesetzt.

##### Zwangsarbeiterlager Howacht
Nach der Zerstörung des FWN-Werks 1944 wurde die Produktion in das dafür errichtete Konzentrationslager-Außenkommando Hohwacht verlegt. Zusätzlich zu der Kieler Belegschaft wurden hier etwa 200 aus dem KZ Buchenwald verlegte Häftlinge zur Arbeit eingesetzt. Dieses KZ-Zwangsarbeitskommando erreichte Howacht nach einer dreiwöchigen Quarantäne im KZ Neuengamme am 15. November 1944. Am 19. April 1945 wurde das Lager geräumt. Nach wochenlangem Marsch unter SS-Bewachung und der Furcht, für ihr Wissen hingerichtet zu werden, werden die Häftlinge am 5. Mai in Kiel sich selbst überlassen. Sie laufen weiter und treffen in Neumünster und Hamburg auf die vorrückenden britischen Truppen.

#### Uranprojekt
Für das nationalsozialistische Uranprojekt, die Entwicklung von Kernwaffen, entwickelte Anschütz ab 1944 Ultrazentrifugen zur Uran-Anreicherung. Geleitet wurde das in Freiburg im Breisgau angesiedelte Projekt von Konrad Beyerle, Chef der Anschütz-Entwicklungsabteilung. Der Reichsforschungsrat unter Hermann Göring vereinbarte eine Auftragssumme von 700.000 Reichsmark für die geplante Lieferung von zehn Zentrifugen. Nach alliierten Angriffen auf Freiburg wurde die Entwicklung Ende 1944 nach Celle verlegt. Dort wurde die Arbeit 1945 durch die Einnahme durch britische Truppen gestoppt,

### Nachkriegszeit
1995 wurde Anschütz durch Raytheon übernommen und in Raytheon Anschütz GmbH umbenannt.
Ende 2022 teilten Raytheon und die Kieler DMB Dr. Dieter Murmann Beteiligungsgesellschaft in einer gemeinsamen Erklärung mit, dass Letztere Anschütz inklusive Tochtergesellschaften und Niederlassungen übernehmen werde. Der Verkauf sollte nach Angaben der Beteiligten voraussichtlich bis Ende des ersten Quartals 2023 abgeschlossen sein, dies war bereits am 27. Februar erreicht.

## Produkte

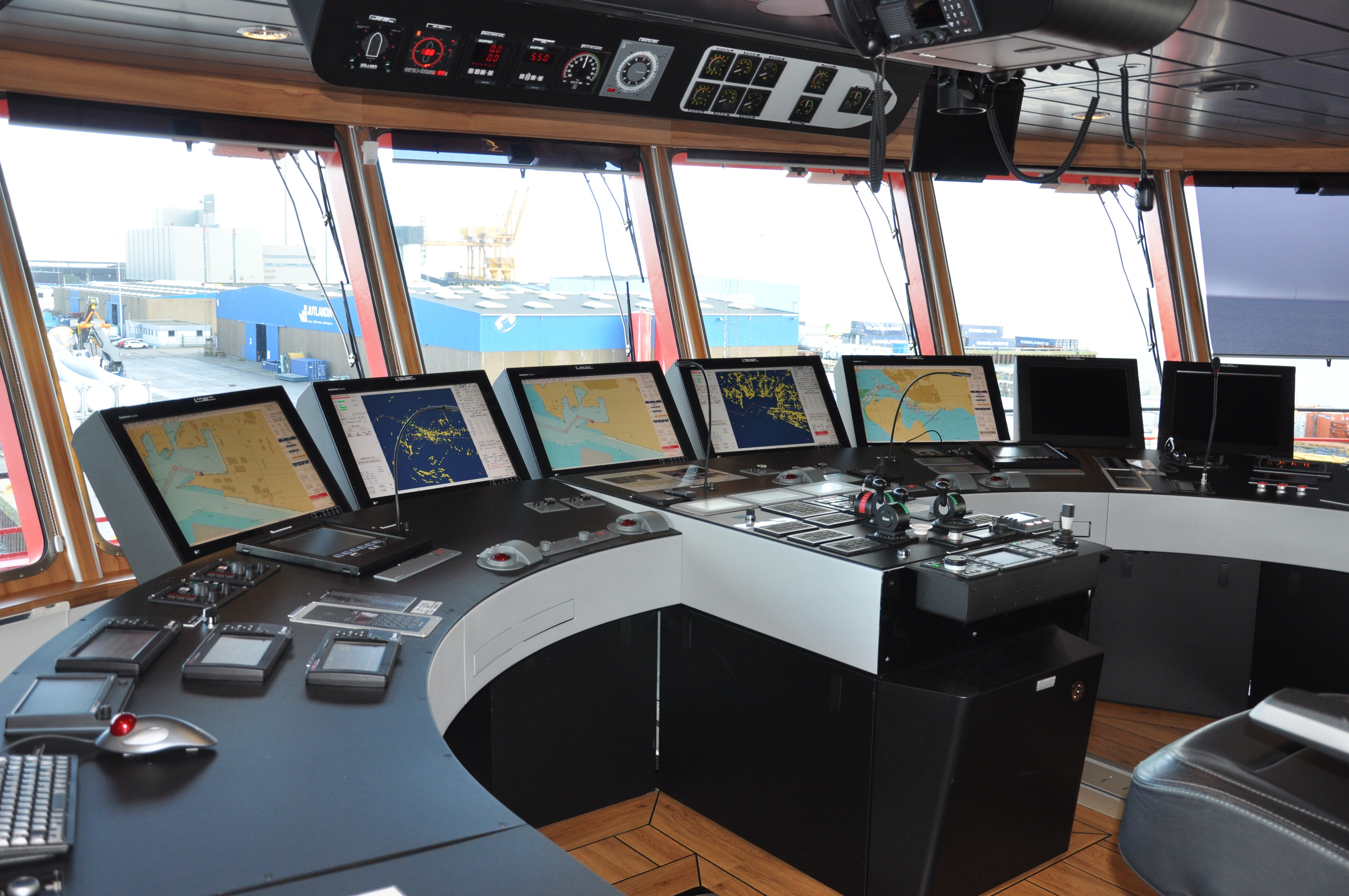
Integriertes Brückensystem von Raytheon Anschütz

Anschütz ist heute Hersteller von Kreiselkompassen, Autopiloten, manuellen Rudersteuerungssystemen, Radargeräten und elektronischen Seekarten, kompletten integrierten Brückensystemen und Anlagen für die Navigation und Überwachung von U-Booten.
2012 brachte das Unternehmen als weltweit erster Hersteller ein Brückensystem nach dem Standard MSC.252(83) für Integrierte Navigationssysteme (INS) auf den Markt.
2013 wurde das Projekt PITAS (Piraterie- und Terrorabwehrsystem für Seeschiffe) vorgestellt.
In den Folgejahren wurden Produkte für militärische Lagebild- und Feuerleitsysteme sowie für die Überwachung von Küsten, Häfen und Offshore-Plattformen angeboten.